# Luiz Angélico da Costa
Luiz Angélico da Costa foi Professor Titular do Departamento de Letras Germânicas e Professor Emérito da Universidade Federal da Bahia (Ufba), tradutor, poeta e escritor.

## Dados profissionais
Bacharel e licenciado em Letras Anglo-Germânicas pela Universidade Federal da Bahia(1950), especialista no ensino do Inglês como segunda lingua pela University of Michigan - Ann Arbor(1952) e doutor em Letras e Linguística pela Universidade Federal da Bahia(1968). Começou suas atividades acadêmicas docentes como monitor na Faculdade de Filosofia da Bahia em 1957. Também lecionou francês no Instituto de Ponta Nova, no interior da Bahia. Foi professor visitante na Universidade do Arizona, Universidade Brown, e Universidade Yale nos Estados Unidos em 1973. Foi o primeiro chefe do antigo Departamento de Letras Anglo-Germânicas da Ufba quando este foi criado em 1969. Foi o criador e coordenador de cursos de língua inglesa, literatura americana, e de especialização em tradução, ligado ao Programa de Pós-Graduação em Letras da Ufba (1972-1995), do qual foi o segundo coordenador do Mestrado em Letras (1979-1981). Foi diretor do Instituto de Letras da Ufba entre 1981 e 1984. Liderou um grupo de pesquisa em Literatura brasileira em tradução, até seu falecimento.

## Obras

### Livros
- Limites da traduzibilidade, org. (1996)[4][5]
- Everyday English (1980)
- Inglês: Textos e testes (1976)
- Geopoemas [n/d]

### Artigos
- "O processo de recriação de quatro solilóquios de Hamlet"[6]
- "Manuel Bandeira, tradutor de Emily Dickinson" (1989).[7]
- "Tradução ou traduções?" (1990).[8]
- "João Ubaldo Ribeiro tradutor de si mesmo" (1996)[9]
- "Os conceitos de ‘tradução literal’ e ‘tradução livre’ no processo de ensino-aprendizagem"[10]

### Peça
- "2001... ligações perigosas" (registrado no SBAT em 1985, reintitulado para "A teia das palavras", inédito).

Criou ainda o blog Jornal de poesia, onde publicava seus poemas ("Manifesto", também publicado em escritas.org e Last but one canto, versão do poema "Penúltimo canto", de Soares Feitosa) e ensaios ("Verso profético, 150 anos de Walt Whitman" e "Pacto de (re)criação"), mas faleceu em 20 de novembro de 2011 antes de concluir seu projeto. 